# Dmidecode
dmidecode je svobodný uživatelský pomocný program pro linuxový příkazový řádek, které zpřístupňuje uživateli data z BIOSu přes SMBIOS. Její jméno je odvozeno od související standardu Desktop Management Interface, který používala původně. Podpora pro získávání informací pomocí SMBIOSu je přitom přímo součástí linuxového jádra, který tyto informace také zpřístupňuje pomocí sysfs, což je primární zdroj, který dmidecode používá. Mezi základní informace, které poskytuje, patří identifikace výrobce, modelu, sériové číslo a verze BIOSu. V závislosti na konkrétním systému může dále poskytovat například informace o procesoru, o přídavných kartách a jejich sběrnicích (AGP, PCI, ISA,...), o paměťových modulech, o vstupních/výstupních portech (sériový port, paralelní port, USB), 
Hlavním zdrojem informací jsou informace, které poskytuje základní deska, a tedy jejich přesnost a spolehlivost závisí na jejím výrobci.
Pro správnou funkci potřebuje program typicky správcovská přístupová oprávnění.